# スーパーモタード (映画)
スーパーモタードは、2009年6月19日発売のDVD映画作品。

## ストーリー
バイクのスタントマンだった父を幼い頃になくしたモトクロスレーサー・裕人が出入りする“ミシマサーキット”。
借金に苦しむオーナー・三島は、精密機械というあだなを持つ<スーパーモタード>の一流レーサー、梶山の合宿のためしばらく貸切にすることに。
裕人は梶山の登場にライバル心を剥き出しにしてサーキットに乱入、梶山に声をかけられる。彼の幼馴染でメカニックでもある三島の息子・隆はスーパーモタードに参戦することを裕人にすすめるが、裕人は乗り気でない。実は、父が亡くなった事故の現場が忘れられずにいたのだ。
しかし、このままではサーキットが人手に渡るという話を聞き、優勝賞金2,000万円のオープン戦に参戦することを決意。
しかしレースには、梶山以外にも有力な選手がひしめいていた。果たして裕人の運命は!?

## キャスト
- 内野裕人：佐野和真
- 西山加奈子：鎌田奈津美
- 三島隆：兼子舜
- 梶山雄吾：松尾政寿
- 江田正行：犬飼若博
- 大嶋秀彦：加治木均
- 宮町陽平：湯川尚樹
- 三島勇次：小西博之
- 内野史子：河野景子
- 落合憲子：相葉優羽
- 関口：川連廣明
- ハナ：川村りか
- メグミ：深澤ゆうき

## スタッフ
- 監督：小林憲史
- 脚本：横幕智裕
- 撮影：根岸憲一
- 配給：エースデュース

## スタント
- 内野裕人：高山直人
- 梶山雄吾&怪人ライダー：金児敏之
- 江田正行：佐々木貴志
- 大嶋秀彦：渋井健
- 宮町陽平：佐野新世

## 主題歌
- 「ずっとずっと...」+Plus